# نووکازانکا (شهرستان کارماسکالینسکی، باشقیرستان)
نووکازانکا (انگلیسی: Novokazanka, Karmaskalinsky District, Republic of Bashkortostan) یک شهرک در شهرستان کارماسکالینسکی استان باشقیرستان کشور روسیه است.